# Vlag van Berloz
De vlag van Berloz is op onbekende datum bij raadsbesluit vastgesteld als de vlag van de Luikse gemeente Berloz. De vlag kan als volgt worden beschreven:
Vijf even hoge banen van geel en van rood.
De vlag komt overeen met het vlagontwerp van de Raad van Heraldiek en Vexillologie (Frans: Conseil d’héraldique et de vexillologie). De vlag is gelijk aan het wapen van de familie Berloo, bekend sinds de middeleeuwen.